# Tammsaarõ
Tammsaarõ järv (est. Tammsaarõ järv) – jezioro w Estonii, w prowincji Valgamaa, w gminie Haanja. Należy do pojezierza Haanja (est. Hannja järved). Położone jest na wschód od wsi Kaaratautsa. Ma powierzchnię 0,7 ha linię brzegową o długości 392 m. Sąsiaduje m.in. z jeziorami  Vällämäe Küläjärv, Mäe-Tilga, Mäe-Tilga Kogrõjärv, Üvvärjärv, Saaluse Kõrdsijärv, Puustusjärv. Położone jest na terenie obszaru chronionego krajobrazu Haanja (est. Haanja looduspark).